# Vila Františka Maloty
Malotova vila, přesněji též vila Františka Maloty nebo vila Františka a Julie Malotových, je jednou z nejzachovalejších vil postavených ve Zlíně během 2. světové války. Vznikla mezi lety 1941 a 1943 podle plánů architekta Vladimíra Karfíka pro jednoho z ředitelů firmy Baťa Františka Malotu a jeho ženu Julii. Stylově představuje experiment odkazující jak k historickým, tak i soudobým tendencím v architektuře. Po roce 1951 byl ve vile zřízen dětský domov. V roce 2007 byla zapsána na seznam nemovitých kulturních památek a rekonstruována.

## Historie

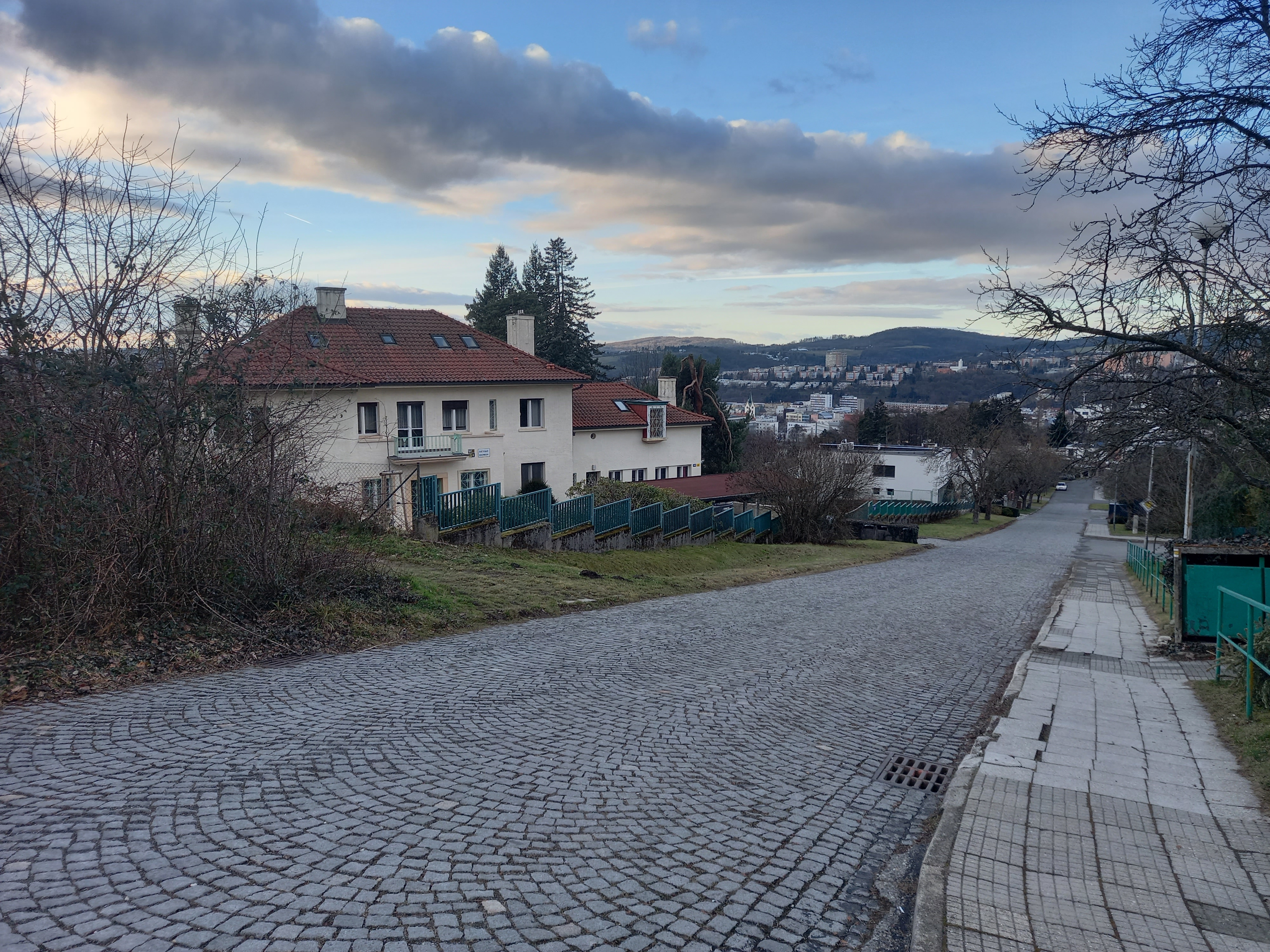
Zasazení vily v ulici Lazy I s výhledem na město.

František Malota působil ve 30. letech 20. století v ředitelských funkcích firmy Baťa. Podobně jako řada jiných významných obyvatel města si chtěl nechat zbudovat své rodinné sídlo a oslovil k tomu nejprve Františka Lýdii Gahuru. Ten mu v roce 1938 navrhl jednoduchou stavbu ve funkcionalistickém duchu, stavebníkovi se to však zřejmě nezamlouvalo, a tak se obrátil na Vladimíra Karfíka a vyžádal si reprezentativní sídlo v porýnském stylu s „přimíšením něčeho zlínského“. Karfík zhruba ve stejné době navrhoval vily také dalším baťovským ředitelům Dominiku Čiperovi, Josefu Hlavničkovi a Hugo Vavrečkovi.
Vila pro Františka a Julii Malotovy byla umístěna na severním svahu Zlína v klidné obytné čtvrti Lazy na rozlehlém pozemku v blízkosti lesa s výhledem na město. Povolení ke stavbě vydal stavební úřad 23. dubna 1941. Výstavba vily trvala dva roky a k její kolaudaci došlo 15. května 1943.
Manželé ovšem žili v domě jen do roku 1950. Malota byl už v březnu 1946 propuštěn z podniku pro „asociálnost“. Stejně jako Dominik Čipera byl 19. června 1951 zatčen a v roce 1954 odsouzen na 6 let odnětí svobody. Majetek mu byl zkonfiskován a polovina vily patřící jemu tak přešla do vlastnictví státu. O tři roky později byl z vězení propuštěn, vila mu však vrácena nebyla a manželé pak žili v bytě ve Školní ulici. V roce 1959 proběhl nedobrovolný převod i druhé půle vily patřící jeho choti Julii Malotové na stát.

## Architektura
Umístění domu ve svahu umožnilo otevření suterénu na západní straně do zahrady, stavba tak má vstupní průčelí z hlavní ulice dvoupodlažní, zatímco zahradní průčelí třípodlažní. Skládá se ze dvou základních hmot: větší jižní část představovala byt manželů Malotových, v menší severní byly garáže a bydlení personálu. Tato obslužná část měla i vlastní chod a schodiště.
| „                            | Architektonický přínos Malotovy vily je mimořádný. Karfík v ní završuje dva principy, patrné již z jeho předchozích vilových realizací. Prvním z nich je rozvíjení centrální schodišťové haly a druhým principem, který je rovněž v Malotově vile doveden nejdál, je lineární stupňovité rozvinutí hmot v prostoru – krajině, s akcenty v kolmo vystupujících rizalitech, a ukotvení celé kompozice výraznými komínovými tělesy. | “ |
| — Petr Všetečka, Slavné vily | |   |

Vila byla zastřešena sedlovou střechou s valbami a výraznými komíny. Tyto komíny připomínají tzv. prérijní domy, kterými se Karfík inspiroval u Franka Lloyda Wrighta. Pro Zlín netypické řešení fasády spočívalo v dvouvrstvé vápenocementové omítce, jejíž horní vrstva byla upravena širokým hřebenem, a tím bylo docíleno rýhování a jakési plastické podoby povrchu. Symetrické fasády dále ozvláštňuje několik prvků vystupujících z jednoduchého základního objemu – rizalit jídelny a rekreace, na jižním průčelí pak zastřešení terasy. Zvláštním a ve Zlíně unikátním detailem jsou také nárožní zalamovaná okna a vikýře, částečně zapuštěné do pozednicového zdiva.
Přízemí bylo odděleno od ulice předjezdovým dvorem. Vstup do vily otevírá reprezentativní hala s dřevěným zaobleným tvarovaným schodištěm, odkud se vstupuje dále do společných prostor oválné jídelny, obývacího pokoje s krbem a knihovny, anebo se vystoupá do patra se soukromými pokoji. Hlavní přízemní obytné místnosti jsou přitom propojeny posuvnými dveřmi, takže při jejich maximálním otevření vznikl prostor o ploše přesahující 100 m2. Účinek dále podporují výhledy krytými i otevřenými terasami nebo nárožní okna. Místnosti v patře zahrnovaly dvě velkoryse řešené ložnice propojené s oblékárnou, budoárem a lázní s výstupy na balkony směrem do zahrady, zatímco do ulice byl orientován pokoj pro hosty. Manželé Malotovi byli bezdětní, takže dispoziční řešení nezahrnovalo dětské pokoje. Z velkorysého vybavení interiéru se dochovaly mnohé původní prvky, například vestavěný nábytek v knihovně, dřevěné obložení stěn, vestavěné vitríny, vlysové podlahy či původní arkýřová okna s mramorovým obkladem, rovněž některé koupelnové obklady.
Suterén byl s horními podlažími propojen jedním hlavním a jedním hospodářským schodištěm. Bylo v něm umístěno technické zázemí domu, sklady, byt řidiče a společenský pokoj určený pro rekreaci nebo jako taneční sál, přímo navazující na zahradu. V obslužné části byly nad přízemní dvojgaráží v patře dva pokoje služebných. Půda původně neměla žádné využití. Původní realizace zahrnovala později zrušený venkovní bazén.

## Další vývoj

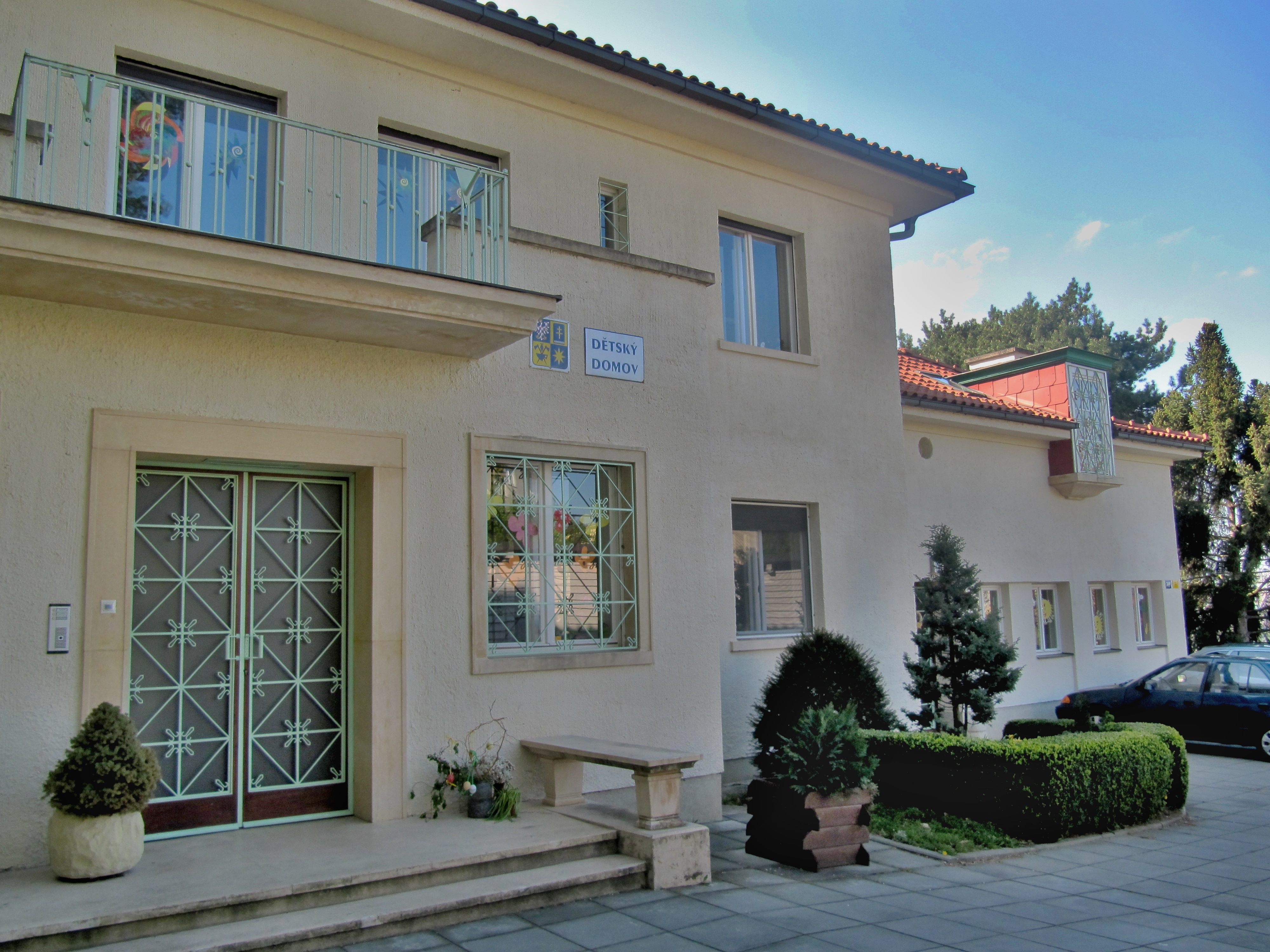
Detail uličního vstupu (vpravo v pozadí upravená dvojgaráž)

V roce 1951, po konfiskaci domu, byl v něm zřízen dětský domov a v něm později umístěno až 51 dětí. Tomuto účelu sloužil i v pozdější době, ačkoli došlo ke změně charakteru zařízení na domov rodinného typu.
V roce 1991 byla polovina domu v restituci navrácena neteři Julie Malotové, zatímco druhá část zůstala městu. V roce 2006 prvně uvedenou část odkoupil Krajský úřad ve Zlíně.
V únoru 2007 byla budova prohlášena rozhodnutím Ministerstva kultury ČR za kulturní památku.
Od dubna do listopadu 2007 proběhla celková obnova vily spojená s restaurováním původních částí interiéru. Také exteriér byl navrácen do pvůdoního stavu včetně rýhovaných omítek se světle okrovou barvou. Výrazným stavebním zásahem byla adaptace půdních prostor vestavbou kolem obslužného schodiště – nově prodlouženého i do zahrady – na pokoje se sociálním zařízením a skladem. Garáž v přízemí byla přestavěna na zaměstnaneckou pracovnu, kuchyni a jídelnu, místo garážových vrat tak byla nově osazena okna. Knihovna byla přeměněna na pracovnu ředitelky ústavu, obývací pokoj s jídelnou na denní prostory dětí. V jídelně pak přibylo původně projektované, ovšem dříve nerealizované okno. Někdejší venkovní terasa, později obezděná, byla nově upravena do podoby zimní zahrady. Po rekonstrukci bylo v domě umístěno 16 dětí rozdělených do dvou rodin a někdejší byt řidiče byl upraven na samostatný startovací byt.